# Death - Pierce Me
Death - Pierce Me es el único álbum de estudio de la banda sueca de Black Metal, Silencer. Este disco está considerado uno de los primeros representantes del estilo "DSBM" (Depressive Suicidal Black Metal)
Fue relanzado en 2006 por Autopsy Kitchen Records. Fue nuevamente relanzado por Lupus Lounge en 2009 con la pista "Death - Pierce Me (Demo '98)" como bonus track y en formato digipack.

## Rumores
Hay una extensa serie de rumores en torno al comportamiento y salud mental del vocalista Nattramn durante el proceso de grabación del LP, relacionados con la ingesta de medicamentos psiquiátricos y autoflagelaciónes con el fin de producir gritos. aun no han sido comprobados por fuentes oficiales y/o fidedignas.

## Lista de canciones
| Death - Pierce Me |                                   |          |  |
| N.º               | Título                            | Duración |  |
| 1.                | «Death - Pierce Me»               | 10:33    |  |
| 2.                | «Sterile Nails and Thunderbowels» | 06:19    |  |
| 3.                | «Taklamakan»                      | 08:35    |  |
| 4.                | «The Slow Kill in the Cold»       | 11:37    |  |
| 5.                | «I Shall Lead, You Shall Follow»  | 08:50    |  |
| 6.                | «Feeble Are You - Sons of Sion»   | 03:03    |  |

## Créditos
- Nattramn -  Voz
- Leere - Guitarra eléctrica y  bajo
- Steve Wolz -  Batería

- Datos: Q3704296